# Vetenskapsåret 1930

## Händelser

### Astronomi
- 18 februari - Pluto upptäcks av Clyde Tombaugh
- Okänt datum - Bernhard Schmidt uppfinner Schmidtkameran.[1]
- 13 mars - Forskare på Lowellobservatoriet i Flaggstaff meddelar att man hittat Solsystemets nionde planet [2].

### Matematik
- Okänt datum -  Bartel van der Waerden publicerar Moderne Algebra.[3]

### Medicin
- 25 november - Cecil George Paine, patologist för Sheffield Royal Infirmary i England, genomför det första nedtecknade sjukdomsbotandet med penicillin, och gäller en ögoninfektion.[4]

### Teknik
- 8 juni - Patent ”Enstyckstelefon” (föregångare till Ericofon) (Patent Nr. 612628),[5] Siemens & Halske

- Okänt datum -  Bernhard Schmidt uppfinner Schmidtkameran.

## Pristagare
- Brucemedaljen: Max Wolf
- Copleymedaljen: William Bragg
- Darwinmedaljen: Johannes Schmidt
- Nobelpriset: [6]
  - Fysik: Chandrasekhara Venkata Raman
  - Kemi: Hans Fischer
  - Fysiologi/Medicin: Karl Landsteiner
- Penrosemedaljen: Alfred Lacroix
- Polhemspriset: dels till Erik Öman och Elis Göth, dels till Mauritz Vos och Håkan Sterky
- Wollastonmedaljen: Albert Charles Seward [7]

## Födda
- 13 januari - Harold Furth (död 2002), expert på plasmafysik och kärnfusion.
- 11 maj - Edsger Dijkstra (död 2002), datavetare.
- 22 juni - Jurij Artjukhin (död 1998), kosmonaut.
- 17 oktober - Dr. Robert Atkins (död 2003), nutritionist.
- 14 november - Edward White (död 1967), astronaut.

## Avlidna
- 19 januari - Frank P. Ramsey (född 1903), matematiker.

### Fotnoter
1. ↑  ”Bernhard Schmidt”. University of Cambridge. Arkiverad från originalet den 24 maj 2008. https://web.archive.org/web/20080524175425/http://www.ast.cam.ac.uk/history/schmidt.
2. ↑  20:e århundrades När Var Hur - 1930, Bernt Himmelstedt, Forum, 1999
3. ↑  Crilly, Tony (2007). 50 Mathematical Ideas you really need to know. London: Quercus. sid. 57. ISBN 978-1-84724-008-8
4. ↑  Wainwright, M. (23 april 1986). ”C.G. Paine and the earliest surviving clinical records of penicillin therapy”. Medical History "30":  ss. 42–56. PMID 3511336. Läst 15 mars 2010.
5. ↑   Telefonen - En designhistoria, Richard Rose /ericofon.com (läst 23 april 2025)
6. ↑  ”Nobelpriset”. http://nobelprize.org/nobel_prizes/lists/all/index.html. Läst 10 april 2011.
7. ↑  ”Geological Society”. Arkiverad från originalet den 5 juni 2011. https://web.archive.org/web/20110605102217/http://www.geolsoc.org.uk/gsl/society/history/page750.html. Läst 14 april 2011.